# 和達清夫
和達清夫（1902年9月8日—1995年1月5日），日本早期的地震學家，歌人，首任氣象廳長官。以研究深層地震聞名。

## 生平
和達清夫生於名古屋市，祖父是第五任仙台市市長，並且曾任日本東北地方一家銀行的總裁。和達清夫於1925年畢業於東京帝國大學物理學系之後進入中央氣象台（日本氣象廳前身）任職，1932年獲得東京帝國大學理學博士。之後曾擔任末任中央氣象台台長和改制後的首任日本氣象廳長官。並且曾經擔任日本學術會議議長、埼玉大學校長、日本學士院院長等職務。1995年在東京都逝世。

## 研究
和達清夫以研究隱沒帶的深層地震而聞名，和達清夫在研究日本列島的深層地震後，和胡戈·班尼奧夫各自獨立發現了班尼奧夫帶。而和達清夫研究深層地震時所繪的P波到達時間和S波與P波到達時間差值的關係圖被稱為和達圖。和達清夫在1928年的一篇關於淺層和深層地震的論文比較了地表下最大位移和震源與震央距離的比較，促使查尔斯·弗朗西斯·里克特於1935年提出黎克特制地震震級。

## 榮譽與獎項
- 1932年恩賜獎
- 1976年文化功勞章
- 1972年勳一等瑞寶章
- 1985年日本文化勋章
- 美國地震學會（英语：Seismological Society of America）、英國皇家天文學會榮譽會員。

## 代表性著作
- The "Bulletin" interviews: reprints of the 32 interviews with eminent personalities in meteorology and hydrology that appeared in the WMO bulletin between 1981 and 1988; Hessam Taba, World Meteorological Organization, S. 217
- International Who's Who, 1983-84; Band 47; Europa Publications, 1983, S. 1436
- Hirono Takuzo: 'A Tribute to the Memory of Wadati Kiyoo; Newsletter of the Seismological Society of Japan 6, no. 6 (1995): 35–36

## 家庭
兒子和達三樹是物理學家。

## 外部連結
- Kiyoo Wadati: Biographical information（页面存档备份，存于）
- 訃聞 （页面存档备份，存于）